# Odescalchi család

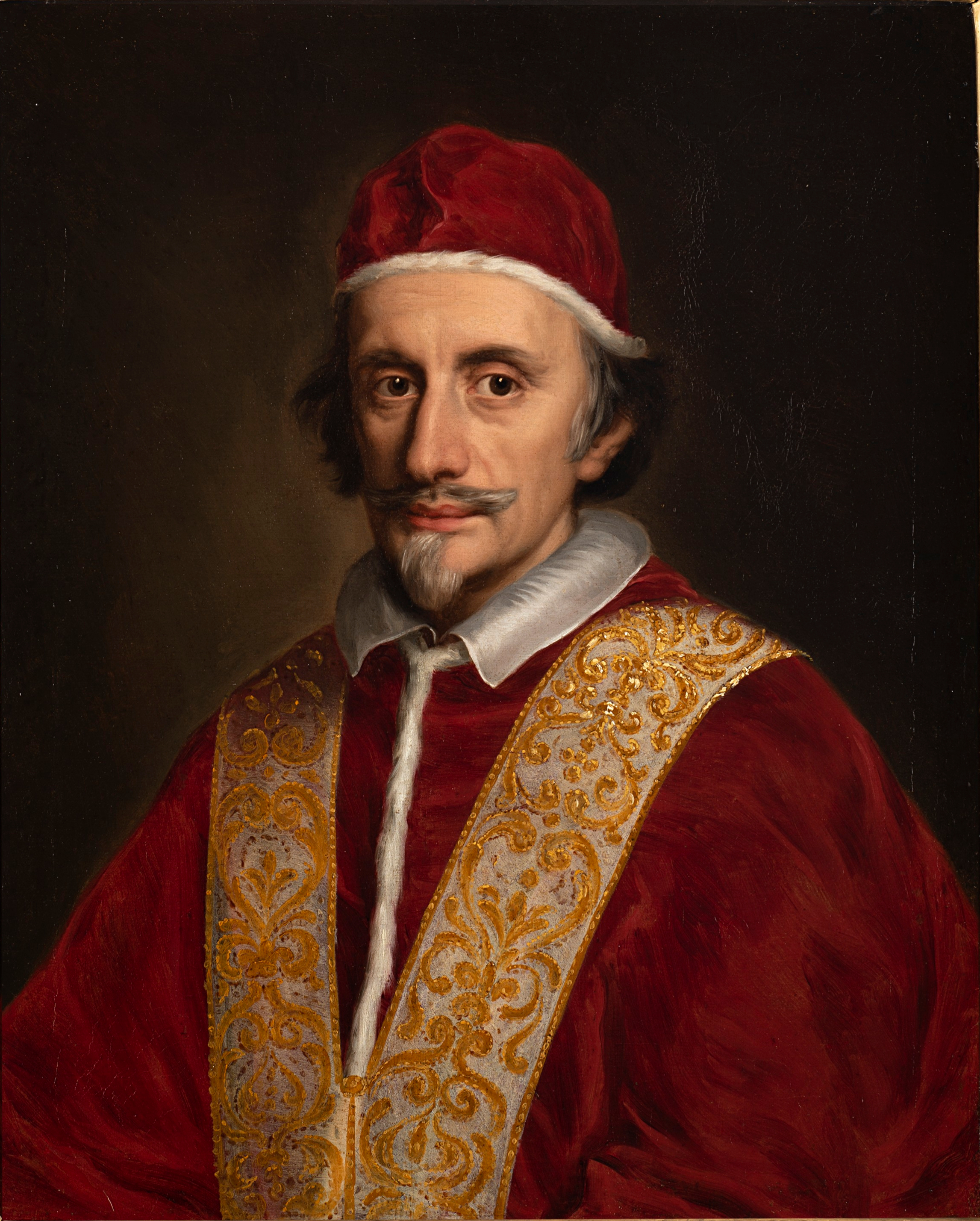
XI. Ince pápa

Az itáliai eredetű Odescalchi család (ejtsd: odeszkálki) első név szerint ismert őse az 1290 körül élt Giorgio (György), aki Como város egyik bankárcsaládjának sarja volt. Mivel az Odescalchiak jóformán egész vagyonukat a török kiűzésére fordították, I. Lipót magyar király német-római birodalmi hercegi címet adott a családnak, azaz „honosította” főnemességüket, s ezzel együtt birtokot adományozott a Szerémségben a családnak, ez lett az alapja későbbi magyarságuknak. A család legismertebb tagja Odescalchi Benedek (1611–1689), aki később XI. Ince pápa lett. Unokaöccse, Livius került először Magyarországra, aki 1689. augusztus 29-én római szent birodalmi hercegi rangot kapott, s ez 1697. augusztus 21-én kiterjedt Magyarországra is. Livius halála után (1713) a hercegi cím a milánói Erba Odescalchi famíliára is kiterjedt. Ebből a családból származott II. Livius (1725–1800), aki 1751-ben magyar indigenátust kapott.

## Erba-Odescalchi családfa
Benedetto Odescalchi XI. Ince pápa (1611–1689) testvére:

 Lucrezia Odescalchi (* 1605. október 9.), férje: (1621. február 4.); Alessandro Erba (* 1599. november 6. , †1670. augusztus 31.;
Ebből a házasságból született:

Antonio Maria Erba, Mondonico márkija (1684. augusztus 18.) (* 1624. április 3., †Milánó, 1694. május 25.; 1. neje: (1652. január 7.) Claudia Cernezza (†1672. február 22.); 2. neje: (1673. április 4. Teresa Turconi (* Como, 1657. augusztus 31., †Precotto, 1733. július 6.); Az ő gyermekeik:
- A1 Gerolamo (1. házasságból) (* San Donnino, 1657. január 27., †1661. szeptember 16.)
- A2 ismeretlen fiú (1. házasságból), †San Donnino, 1658. május 11.)
- A3 Lucrezia (2. házasságból) (* 1675. szeptember 15., †1745 után)
- A4 Erba Odescalchi Alessandro (2. házasságból) (* Milánó, 1677. március 1., †Milánó, 1757. május 11.); neje: (Milánó, 1706. április 28. Apollónia Trotti (* Milánó, 1689. január 15., †Milánó, 1737. július 10.)
  - B1 Antonio Maria, niceai érsek (1759. szeptember 24. (* Milánó, 1712. január 21., †Róma, 1762. március 28.)
  - B2 Lucrezia Maria (* Milánó, 1713. január 5.)
  - B3 Mária Teresa (* Milánó, 1714. szeptember 12.)
  - B4 Luigi Erba Odescalchi (* Milánó, 1716. október 10., †Milánó, 1788. április 16.); neje: (Nápoly, 1748. június 2.) Barbara Marianna Piatti dei principi di Monteleone (* Nápoly, 1732. május 24., †Milánó, 1814. január 3.)
    - C1 Maria (* Milánó, 1749. augusztus 31., †1816. február 24.; férje: (Milánó, 1770. március 3. Carlo Archinto (* 1734. november 11., †1804. május 31.)
    - C2 Antonio Maria Erba Odescalchi (* Milánó, 1750. szeptember 16., †Milánó, 1832. január 10.; neje: (Milánó, 1786. február 26.) Khevenhüller-Metsch Mária Krisztina Viktória grófnő (* Bécs, 1760. december 23/26., †Brescia, 1811. november 16.)
      - D1 Amália Marianna (* Milánó, 1789. február 2., †Milánó, 1789. szeptember 28.)
      - D2 Luigi (* Milánó, 1790. augusztus 2., †Bécs, 1871. szeptember 13.); neje: Eleonore Seyffert
      - D3 Sándor (Alessandro) Erba Odescalchi (* Milánó, 1791. augusztus 10., †Precotto, 1872. június 1.); neje: (Szabadka, 1819. december 26.) bajsai Vojnits Szidónia (* Szabadka, 1800. május 16., †Szabadka, 1836. június 30.)
        - E1 Ince1 (Emmerich) Erba Odescalchi (* Szabadka, 1821. június 11., †Budapest, 1903. december 4.); neje: (Ómoravica, 1839. november 30.) tomcsányi Tomcsányi Etelka (* Nemesmilitics, 1821. február 18., †Budapest, 1882. február 10.)
          - F1 Nepomuk János (* Ómoravica, 1840. szeptember 25., †Ómoravica, 1844. május 30.
          - F2 Hugó Jenő Erba Odescalchi (* Baja, 1842. február 3., †Budapest, 1919. május 27.); neje: (Csernek, 1880. augusztus 5.) alsólelóci és jezernicei Tarnóczy Ilona (* Alsólelóc, 1858. október 15., †Budapest, 1924. március 9.)
            - G1 Ilona hercegnő (* 1881, †Budapest, 1897)
            - G2 Virginia hercegnő (* Budapest, 1884. július 24., †Budapest, 1974. június 17.; férje: (Budapest, 1924. május 14.) Naményi-Koncz Viktor (* Ungszenna, 1872. augusztus 30., †Budapest, 1956. október 27.)
            - G3 Amália hercegnő (* Budapest, 1889. július 1., †Stockholm, 1969. április 4.; férje: (Budapest, 1913. május 15.) Cech József (* Abrudbánya, 1855. február 24., †Budapest, 1938. május 9.)
              - H1 Sándor Cech-Erba Odescalchi (* Budapest, 1914. március 23.); neje: (Tihany, 1943. augusztus 17.) ausztriai Margherita (* Budapest, 1925. augusztus 17., †Stockholm, 1979. május 3.)
                - I1. Szibilla Cech-Erba Odescalchi (* Stockholm, 1945. április 7.); férje: (Stockholm, 1967. december 15. Samir Fawzi Beshai-Bekkeit (* Kairó, 1938. január 2., †Stockholm, 1979. március 11.)

          - F3 Laura (* Ómoravica, 1844. január 23., †Budapest, 1921. április 16.)
          - F4 Konrád (* Ómoravica, 1846. szeptember 21., †Budapest, 1878. szeptember 21.)
          - F5 Mária Jozefa (* Ómoravica, 1847. szeptember 10., †Esztergom, 1945. október 23.); férje: (Budapest, 1899. június 21. Kamjonkai Szemző László (* Bácsszentiván, 1846. március 16. , †Budapest, 1913. október 27.)
          - F6 Erzsébet (* Ómoravica, 1849. január 7., †Budapest, 1898. március 26.); férje: Kamjonkai Szemző László (* Bácsszentiván, 1846. március 16. , †Budapest, 1913. október 27.)

        - E2 Erzsébet (Corinna) (* Szabadka, 1829, †Pacsér, 1870; férje: pacséri Mészáros József
        - E3 Livio (* 1831. augusztus 20., †Erdővég, 1868. október 2.; neje: bajsai Vojnits Flóra (* Bajsa, 1835. január 4., †Székesfehérvár, 1915. szeptember 28.)
          - F1 Konrád (* 1857, †fiatalon)
          - F2 Mária (* 1859, †fiatalon)

      - D4. Karolina, (* Milánó, 1793. április 1.; férje: (Milánó, 1814. július 17.) Pietro Locatelli de Lanzi (* Bergamo, 1775)
      - D5 Giuseppe (* Milánó, 1795. január 29., †Milánó, 1847. március 11.)
      - D6 Mária Amália (* Milánó, 1802. szeptember 11., †Milánó, 1848. július 24.); férje: (Milánó, 1823. január 30. Francesco Ludovico Muzio (* San Giorgio, 1796. január 17., †Cremona, 1848. május 19.)

    - C3 Teresa (* Milánó, 1751. december 6., †Milánó, 1752. november 2.)
    - C4 Gerolamo Lodovico (* Milánó, 1753. január 30., †Milánó, 1756. július 31.)
    - C5 Alessandro (Sándor) (* Milánó, 1754. május 6., †Milánó, 1756. július 21.)
    - C6 Apollónia (* Milánó, 1756. június 1., †Milánó, 1756. szeptember 16.)
    - C7 Alessandro (* Milánó, 1758. április 9., †Milánó, 1790. szeptember 23.)
    - C8 Teresa Apollőnia (* Milánó, 1759. május 24.)
    - C9 Gerolamo, milánói kanon (* 1760, †1822)
    - C10 Benedetto Innocenzo Donato (* Milánó, 1762. február 17., †Milánó, 1762. február 17.)
    - C11 ismeretlen fiú (†Milánó, 1763. április 4.)
    - C12 Benedetto Innocenzo Maria (* Milánó, 1764. május 3.)
    - C13 Apollonia Claudia (* 1766. december 17., †1806. április 11.; férje: (1785. január 30. Cesare Brivio, Santa Maria márkija

  - B5 Mária Anna apáca, (* Milánó, 1718. február 25.)
  - B6 Girolamo (* Milánó, 1719. március 18., †Milánó, 1779. március 19.)
  - B7 Claudia (* Milánó, 1722. február 24., †Milánó, 1723. április 30.)
  - B8 Benedetto, milánói kanon (* Milánó, 1723. június 15., †Milánó, 1791. január 20.)
  - B9 Claudia Maria, apáca (* Milánó, 1724. december 12., †Milánó, 1799. december 25.)
  - B10 Innocenza Anna (* Milánó, 1727. január 8., †Milánó, 1727. április 20.)
  - B11 Innocenzo Maria (* Milánó, 1728. február 21., †Milánó, 1784. január 29.)
- A5 ismeretlen lány (2. házasságból) (†Milánó, 1678. június 22.)
- A6 Benedetto, milánói érsek (1712–1736) (2. házasságból) (* 1679. augusztus 9., †Milánó, 1740. december 13.)
- A7 Anna, apáca (2. házasságból) (* 1680, †1745 után)
- A8 Caudia (2. házasságból) (* Milánó, 1681. november 15., †Milánó, 1747. január 26.); 1. férje: (Milánó, 1698. július 20. Pompeo Litta, Gambolo márkija (* 1659. október 15., †1709. szeptember 24.); 2. férje: (1711. január 7.) Annibale Visconti, Borgoratto márkija (†1747. március 6.)
- A9 Baldassare (2. házasságból) (* Milánó, 1683. február 22., †Róma, 1746); 1. neje: (Róma, 1717. január 7.) Flaminia Borghese hercegnő (* Róma, 1692. április 18., †Róma, 1718. november 6.); 2. neje: (Róma, 1721. december 10.) Mária Maddalena Borghese (* Róma, 1694. március 26., †Róma, 1731. október 10.)
  - B1 Anna Paola Flaminia hercegnő (2. házasságból) (* Róma, 1722. október 23., †Róma, 1742. augusztus 26.); férje: (1738) Domenico Orsini (* Nápoly, 1719. június 5., †Róma, 1786. január 19.)
  - B2 Teresa hercegnő (2. házasságból) (* Róma, 1722. október 23.) ; férje: (1746. január 9.) Gregorio Caracciolo, Santobuono hercege (* Róma, 1724. október 6., †Nápoly, 1791. március 15.)
  - B3. Marianna hercegnő (2. házasságból) (* 1723. december 14., †1779. március 20.); férje: (Róma, 1743. november 27.) Renato Borromeo, d'Angera márkija (* Milánó, 1710. december 10., †Milánó, 1778. január 13.)
  - B4 Livio (2. házasságból) (* 1725. február 13., †1805; neje: (1747) Maria Vittoria Corsini dei Principi di Sismano (* 1732, †1797)
    - C1 Baldassare (* Róma, 1748., †Róma, 1710. augusztus 10.); neje: (1777. augusztus 7.) Caterina Valeria dei Principi Giustiniani (* Róma, 1761. augusztus 28., †1813. november 23.)
      - D1 Innocenzo (Vincenzo) (* Róma, 1778. július 22., †Obermeidling, 1833. szeptember 24.; 1. neje: (1801. február 10. Buzin Keglevich Anna Lujza grófnő (* 1778., †1813. március 13.); 2. neje: (1831. március 13.) vázsonykői és zicsi Zichy-Ferraris Henrietta grófnő (* 1800. február 10., †Hirtenberg, 1852. december 12.)
        - E1 Giuseppe Maria (* 1801. december 18., †fiatalon)
        - E2 Innocenzo (* 1803., †fiatalon)
        - E3 Leopoldina (* 1804. január 30., †fiatalon)
        - E4 Livio vagy Livius Ladislaus Giovanni Nepomuk Ignacio (1. házasságból) (* Bécs, 1805. szeptember 20., †Róma, 1885. november 11.; neje: (Blatocerkiew, 1841. július 11.) Branickai Zsófia Katalin grófnő (* Blatoverkiew, 1821. szeptember 2., †Róma, 1886. augusztus 18.)
          - F1 Baldassare Ladislao Constantino Carlo Ignacio Giovanni herceg, (* Róma, 1844. június 24., +Civitavecchia, 1909. szeptember 5.; neje: (Firenze, 1881. július 14. Emilia Rucellai (* Firenze, 1857. december 8., †Róma, 1940. február 29.)
            - G1 Flaminia hercegnő (* Livorno, 1882. június 20., †Róma, 1948. január 29.); 1. férje: (Róma, 1909. április 28.) Gioacchino Ruffo, Sant'Antimo hercege (* Nápoly, 1879. január 29., †Castellamare di Stabia, 1947. május 12.); 2. férje: (Róma, 1926. február 12.) Giambattista Rospigliosi dei Duchi di Zagarolo herceg (* Róma, 1877. május 5., †Santa Marinella, 1956. április 5.)
            - G2 Innocenzo Maria Michele Arcangelo herceg (* Róma, 1883. május 8., †Róma, 1953. február 14.); neje: (Genova, 1913. február 2. Vittoria Balbi Senarega, Marchesa di Piovera (* Firenze, 1888. december 18., †Róma, 1965. január 21.)
              - H1 Livio Maria Baldassare Ladislao Camillo herceg (* Róma, 1913. november 22., †Róma, 1981. december 14.; neje: (Róma, 1955. október 19. Anna Maria Vagnarelli (* Róma, 1929. október 22.)
                - I1 Maria della Pace (* Genova 1970. november 7.); neje: (Portofino, 1998. június 19. Giuseppe Recchi

              - H2 Anna Emilia Francesca Antonia Adelasia Maddalena hercegnő (* Róma, 1917. június 16., †Róma, 2003. december 27.; férje: (Róma, 1944. április 30. D. Francesco Saverio Massimo dei Principi Lancellotti (* Brüsszel, 1913. május 24., †Róma, 2000. augusztus 13.)
              - H3 Ladislao Maria Andrea Vittorio Baldassare Guido (* Róma, 1920. január 22., †Monte-Carlo, 2000. január 16.; neje: San Remo, 1955. április 30. (elvált) Maria Zenaide della Cha (* Torino, 1929. július 15.)
                - I1 Flaminia hercegnő (* Róma, 1956. február 13.)
                - I2 Lucrezia hercegnő (* Róma, 1957. augusztus 29.)
                - I3 Caterina hercegnő (* Róma, 1959. november 4.)

              - H4 Alessandro Maria Ludovico Flaminio Francesco Erba herceg (* Róma, 1921. szeptember 17., †Róma, 1989.); neje: Róma, 1953. január 25. Emilia Lante Montefeltro della Rovere hercegnő (* Róma, 1934. augusztus 14.)
                - I1 Carlo (* Róma, 1954. december 7.); neje: (1989) Lucia Nalli
                  - J1 Sofia hercegnő
                  - J2 Baldassare herceg

                - I2 Innocenzo herceg (* Róma, 1956. március 17.; neje: (1991) Lyda Radziwill hercegnő (* Fokváros, 1959. augusztus 19.)
                - I3 Filippo herceg (* Róma, 1958. január 11., †Róma, 1990. október 24.); neje: Fiamma Mameli
                  - J1 Cristallo (* 1981)
                  - J2 Andrea (* 1983)
                  - J3 Ginevra (* 1985)

                - I4 Federico herceg (* Róma, 1963. július 22.; neje: (Bracciaco, 1999. február 20. Margherita Flamini
                  - J1 Giorgia
                  - J2 Isabella

                - I5 Guilia hercegnő (* Róma, 1963. július 22.; férje: Santa Marinella 1989. április 10. Roberto Bilotti Ruggi d'Aragona

              - H5 Guido Maria Patrizio Baldassare Gaspare Melcchiore herceg (* Róma, 1924. január 6., †Róma, 1990. július 3.); neje: Róma, 1964. június 27. Nicoletta Chinni
                - I1 Vittoria hercegnő (* Róma, 1965. július 1.)
                - I2 Michele (* Róma, 1968. március 14.

              - H6 Mária hercegnő Ausiliatrice Livia Paula Emilia Camilla Anna Cortina (* Róma, 1930. május 24.); férje: (Róma, 1955. június 22.) Donato dei Conti Sanminiatelli (* Róma, 1929. március 4., †Róma, 1979. február 27.)

            - G3 Paola hercegnő (* Róma, 1884. szeptember 19., †Sala Baganza, 1962. szeptember 4.; férje: (Róma, 1907. június 24.) Andrea Carrega Bertolini, Lucedio hercege (* Firenze, 1878. április 1., †1970)
            - G4 Sofia hercegnő (* Róma, 1888. május 15., †Róma, 1955. szeptember 16.; férje: (Róma, 1911. október 16.) Paolo Patrizi Naro Montoro (* Róma, 1888. január 30., †Róma, 1968. február 14.)

          - F2 Ladislao Francesco Xaverio Maria Ludovico Ignatio Ambrogio (* Róma, 1846. december 7., †Monte-Carlo, 1922. október 21.
          - F3 Maria della Pace Elisabetta Rosa Sofia Caterina Nicola Eudoxia Anna Barbara Paola hercegnő (* Róma, 1851. december 6., †Róma, 1917. március 7.; férje: (Róma, 1872. november 30. Kuefstein Ferenc gróf (* Kassel, 1841. június 11., †Viehofen, 1918. december 31.)

        - E5 Ágost vagy Augusto herceg (1. házasságból) (* 1808. január 1., †Pozsony, 1848. október 15.); neje: (Pozsony, 1827. november 18.) vázsonykői és zicsi Zichy Anna grófnő (* 1807. október 18., †Pozsony, 1900. március 18.)
          - F1 Odescalchi Gyula (* Pozsony, 1828. november 26., †1896. szeptember 29.), nemzetőr főhadnagy, neje: (Pest, 1855. szeptember 3.) Shönburg-Degenfeld Anna grófnő (* Tárkány, 1835. szeptember 1., +Sajóvámos, 1925. július 13.)
            - G1 Pauline Anna Júlia Ilona (* Nyírbakta, 1856. június 15., †Zsámbok, 1923. szeptember 20.; férje: (Budapest, 1882. május 20. micsinyei és benici Beniczky Ádám (†Budapest, 1923. május 16.)
            - G2 Odescalchi Géza August Imre Gyula Liviusz Pál (* Szerdahely, 1858. február 9., †Budapest, 1937. augusztus 22.) felesége: (1882. augusztus 29.) krasznahorkai és csíkszentkirályi Andrássy Etelka/Adelheid grófnő (* Parnó, 1861. augusztus 27., +Bécs, 1927. november 8.)
              - H1 Odescalchi Pál (* 1883, †1887)
              - H2 Odescalchi Ilona (* Nyitraszerdahely, 1888. február 19., †Bécs, 1973. február 25.)
              - H3 Odescalchi Béla Manó Gyula Géza Imre Balthazar (* Budapest, 1890. október 6., +USA, 1954); 1. neje: (Budapest, 1924. december 17.) galántai Esterházy Mária Franciska grófnő (* Pápa, 1890. március 15., †London, 1935. november 11.); 2. neje: (London, 1838. május 28.) babai Báj Sarolta
              - H4 Odescalchi László Géza Gyula Imre Balthazar August Károly (* Nyitraszerdahely, 1893. augusztus 7., †Salzburg, 1967. december 30.); neje: (Kitzbühel, 1949. október 19.) Aloisia Fink (* Bécs, 1887. január 20., †Bécs, 1962. március 13.)

            - G3 Ilona Antónia Lívia (* Nyitraszerdahely, 1859. május 11., †Budapest, 1932. július 29.; 1. férje: (Budapest, 1878. április 25. (elvált: 1895. augusztus 20.) vázsonykői és zicsi Zichy József gróf (* Pozsony, 1841. november 13., †Pozsony, 1924. november 11.); 2. férje: (Budapest, 1895. szeptember 19. (elvált) vázsonykői és zicsi Zichy Kázmér gróf (* Újfalu, 1868. április 24., †Apc, 1955. május 1.)
            - G4 Irma Paulina Anna Ilona (* Nyírbakta, 1863. január 11., †Budapest, 1924. május 7.; férje: (Budapest, 1886. szeptember 11. nádaskai és marosnémethi Edelsheim-Gyulai Lipót gróf (* Salzburg, 1863. november 1., †Budapest, 1928. augusztus 1.)

          - F2 Antonietta (* 1830. december 16., †1845)
          - F3 Odescalchi Arthur József Hugo Livius László (* Szolcsány, 1837. július 21., †Körmöcbánya, 1925. január 9.) gazdag felvidéki úr volt, Nyitra megyei birtokos és az illóki (Szerém vármegye) hitbizományának ura, császári és királyi kamarás. 1. neje: (Pozsony, 1862. augusztus 27.) Fontana d'Angioli Presti Eugenie bárónő (* 1845. december 1., †1866. június 23.); 2. neje: (Újmajor, 1870. október 25. (elváltak: 1875) monoszlói monyorókeréki Erdődy Valéria grófnő (* Lednic-Revnye, 1850. szeptember 17., †Pozsony, 1933. június 16.); 3. neje: (Kolozsvár, 1876. január 10. (elváltak: 1894. november) vázsonykői és zicsi Zichy Júlia grófnő (* Stetteldorf, 1849. szeptember 23., +Budapest, 1935. augusztus 8.)
            - G1 szerémi Odescalchi Livius herceg (1. házasságból),(* Szolcsány, 1863. április 25. †Szolcsány, 1938. augusztus 21., felesége: (Kolozsvár, 1887. május 14.) Zejkfalvai Zeyk Ilona bárónő (* Sáromberke, 1863. október 6., †Pozsony, 1920. január 24.), 2. neje: Mária Wolf
              - H1 szerémi Odescalchi Anna Eugénia Ágnes Mária Dolores főhercegnő (1. házasságból) (* Pozsony, 1889. február 7., †Pozsony, 1960. január 1.); 1. férje: (Kolozsvár, 1910. november 14.) losonci Bánffy Zoltán báró (* Beresztelke, 1886. augusztus 2., †Budapest, 1967. április 5.) 2. férje: (Budapest, 1931. július 20.) Belváth Balásy Ferenc (* 1892, †Budapest, 1968. december 31.)
                - I1 Losonci Bánffy Zoltán báró (* Beresztelke, 1913. augusztus 12., †Gödöllő, 1927. február 21.)
                - I2 Losonci Bánffy Éva bárónő (* Berlin, 1915. november 29.); 1. férje (Budapest, 1943. december 18.); Győrffy Sándor (* Budapest, 1912, november 10.); 2. férje (Budapest, 1953) Máriássy László (* Budapest, 1922, június 7.), 3. férje (Los Angeles, 1958) Archibald Gene Thomas * New York, 1923)
                - I3 Belváth Balásy Ferenc (* 1892, †Budapest, 1968. december 31.)

              - H2 szerémi Odescalchi Károly Borromeaus főherceg (1. házasságból)(* Szolcsány, 1896. szeptember 19., †London, 1987. április 10.) neje: (Polgárdi, 1921. október 5., elváltak 1929) krasznahorkai és csíkszentkirályi Andrássy Klára grófnő (* Budapest, 1898. január 18., †Dubrovnik, 1941. április 12.); 2. neje: (Budapest, 1934. június 19. elváltak: 1957) péchújfalui Péchy Claudia (* Mátészalka, 1908. július 14.); 3. neje: (London, 1961. február 23. Helene Dent (* Kerrisdale, Kanada, 1924. augusztus 5.)
                - I1 Odescalchi Pál Ottó (1. házasságból) (* Budapest, 1923. szeptember 28., Arles, †2014. április 17.) 1. neje: (Liverpool, 1948. március 31. (elvált: 1962) fogarasi Tamássy Zsuzsanna (* Budapest, 1924. március 26.); 2. neje: (London, 1963. április 17. Antonina Horne (* London, 1935. október 28.)
                  - J1 Károly (1. házasságból) (* Liverpool, 1948. szeptember 30.; neje: (1973. október 15. Maria del Rosario Caridad Reixa Vizoso (* 1943. január 15.)
                    - K1 Natália Ilona (* London, 1975. május 13.)
                    - K2 Pál (* London, 1978. október 8.)

                  - J2 Krisztina (2. házasságból) (* Laren, 1964. június 7.); férje: (1990. június 30. Ivan Havelock Kinsman (* 1962. március 31.)

              - H3 szerémi Odescalchi Eugénia Ágnes Mária főhercegnő (1. házasságból) (* Szolcsány, 1898. október 15., †Szécsény, 1985) Pozsonyban ment férjhez 1918. november 30-án lubellei és kisfaludi Lipthay Béla báróhoz (* Lovrin, 1892. május 28., †Szécsény, 1974. március 16.)
                - I1 lubellei és kisfaludi Lipthay Frigyes báró (* Lovrin, 1919. október 29., †Korotojak, 1942. augusztus 7.)
                - I2 lubellei és kisfaludi Lipthay Antal Mária Béla Alajos báró (* Lovrin, 1923. július 23., †Charlottesvilles, 2001. szeptember 23.) felesége: (Zsellye, 1944. december 15.) Velics Ilona Mária (* Budapest, 1923. május 8., †Santiago de Chile, 2003. augusztus 25.)
                  - J1 Lipthay Antal (* Werkhoven, 1946. január 14.) 1. felesége: (Santiago de Chile, 1970. április 3.) Arietta Soledad Leon (* Santiago de Chile, 1947. február 7.); 2. felesége: (Santiago de Chile, 1975. április 23.) Helga Thieme-Sutterle (* Feriburg, 1944. február 7.); 3. felesége: (Wildon, 1983. február 24.) Orgoványi-Hanstein Ildikó Alexandra (* Graz, 1951. május 9.); 4. felesége: (Budapest, 1992. szeptember 11.) Gattyán Erzsébet (* Újpest, 1949. március 13.)
                    - K1 Lipthay Antal (1. házasságból) (* Santiago de Chile, 1972. október 4.)
                    - K2 Lipthay Sándor Béla (2. házasságból) (* Santiago de Chile, 1975. november 6.)
                    - K3 Lipthay Kristóf Antal (3. házasságból) (* Graz, 1983. szeptember 27.)
                    - K4 Lipthay Bálint Max (3. házasságból) (* Graz, 1986. október 5.)
                    - K5 Lipthay Antónia Maximilliane (3. házasságból) (* Graz, 1986. október 5.)

                  - J2 Lipthay Izabella Mária (* Santiago de Chile, 1951. május 20.) férje: Martin Firgau

                - I3 lubellei és kisfaludi Lipthay Bálint báró 1. felesége (Budapest, 1963. október 31.) Bánffy Katalin Mária (* Kolozsvár, 1968. május 31.); 2. felesége: (* Budapest, 1981. január 31.) Dénes Mariann
                  - J1 Lipthay Endre (* Budapest, 1965. február 14.)
                  - J2 Lipthay Gergely Dániel (* Budapest, 1969. január 28.)

              - H4 Mária (2. házasságból)
              - H5 Margarita (2. házasságból) (* Szolcsány, 1911. május 31.)
              - H6 Antónia (2. házasságból)

            - G2 Lóránt Carolus Arthur August Innozenz Franziscus Gobertus (2. házasságból) (* Kicő, 1874. szeptember 2., †Bécs, 1959. július 19.; neje: (Budapest, 1921. március 10.) Remetei Sebastiani Angéla (* Nagykürtös, 1896. április 8., †Budapest, 1944. augusztus 6.)
              - H1 Péter Johannes Franziskus Arthur Innozenz Gobertus (* Vatta, 1922. szeptember 15., †Salzburg, 1978); 1. neje: (elvált) Thea Bauer; 2. neje: (Salzburg, 1963. július 25. (elvált) Haebler Beatrice(* Bécs, 1927. június 8.)
                - I1 Péter (2. házasságból)
                - I2 Lóránt (2. házasságból)

              - H2 Erika (* Bécs, 1918. március 23.; férje: (Karlovy Vary, 1944. február 29. Adolf Koehler (* Karlovy Vary, 1914. január 28.)

            - G3 Jenő Zoárd Kálmán Ágost Arthúr (3. házasságból) (* Bolhás, 1878. október 9., †Demecser, 1917. április 3.), a főrendi ház örökös jogú tagja, felesége: (Tuzsér, 1901. június 8.) nagylónyai és vásárosnaményi Lónyay Pálma grófnő (* Nagyszaláncs, 1880. március 25., †Tuzsér, 1967. július 17.)
              - H1 Odescalchi Miklós Boldizsár Liviusz Ince Agost Menyhért Mária (* Tuzsér, 1902. május 6., †Sopronkőhida, 1945. január 30.);Odescalchi Miklós 1. felesége (Brauchitschdorf, 1923. november 29. (elváltak 1926.) Lüttwitz Irma Felicitas bárónő (* Berlin, Charlottenburg, 1893. augusztus 23., †Baden 1974. január 14.) 2. felesége: (elváltak: 1928) Gordon Tietgens Virginia (* Hamburg, 1895. március 21., †1944. február 10.), 3. felesége: (Budapest, 1941. október 30.) bonyhádi Perczel Erzsébet (* Budapest, 1920. július 1.)
                - I1 Margit Pálma(Baby) (2. házasságból) (* Tuzsér, 1929. április 25., †Budapest, 1944. május 29.)
                - I2 Pál Gábor (2. házasságból)(* 1932. február 20.), felesége: Joyce Adair-Shankland
                  - J1 Margit (* 1962. szeptember 29.)
                  - J2 Viktória(* 1963. augusztus 11.)

              - H2 Odescalchi Margit Johanna Elisabeth Palma Julia Eleonora Emilia Maria Immaculata (* Tuzsér, 1903. december 8., †Eisenstadt, 1982. március 4.); férje: Budapest, 1923. május 17. nagyapponyi Apponyi II. György gróf (Eberhardt, 1898. június 30. – Saarbrücken, 1970. augusztus 7.) országgyűlési képviselő, a főrendiház örökös tagja (elváltak: 1934), 2. férje: Giuseppe Lancia olasz királyi százados (1936-ban elváltak).
                - I1 Éva Mária (* Szurdokpüspöki, 1928. május 15.)
                - I2 Albert György Jenő Zoárd (* Budapest, 1926. április 13.)

            - G4 Jolanta (3. házasságból) (* 1878, †1886. március 5.)
            - G5 Eyuda Bertha Juliane (3. házasságból) (* Kicő, 1879. november 1., †Mayfield, Sussex, 1966. december 13.; 1. férje: (London, 1908. július 8. Lewis A. Scott-Elliot (* Langholm, Skócia, 1858. március 3., †Harrogate, Yorkshire, 1916. október 2.); 2. férje: (London, 1925. november 21. Augustus Frederick Liddel kapitány (* 1852. július 19., †London, 1929. április 6.)
            - G6 Alinka Júlia (3. házasságból) (* Kicő, 1882. május 28., †Görz, 1965. október 24.); 1. férje: (Budapest, 1902. augusztus 12. (elvált: 1909) gyergyószentmiklósi Kövér Gusztáv (* Jánk, 1874. augusztus 28., †Pusztakék, 1931. június 21.); 2. férje: (Linz, 1915. június 8. (elvált) Pius Lazzari (* Muscoli, 1889. július 30.)
            - G7 Balthasar Gyalma Bede August Artur (3. házasságból) (* Kicő, 1884. január 12., †Scarsdale, New York, USA, 1957. július 14.; 1. felesége: (Fiume, 1915. december 23. (elvált: 1925) Marie Dorothée Dupré-Labauchere (* Párizs, 1884. február 4., †1944. szeptember 27.); 2. felesége: (New York, 1927. szeptember 30. Elaine Daniels Wilcox (* Denver, 1906. június 22., †1973. november 17.)
              - H1 Károly Boldizsár Gyalma Jenő (2. házasságból) (* Denver, 1928. október 6., †Boulder, Colorado, 1946. július 14.)
              - H2 Flaminia Elaine (2. házasságból) (* Denver, 1933. június 3.; férje: (Denver, 1955. szeptember 3. John Fleming Kelly (* Denver, 1926, március 13.)

        - E6 Cecília hercegnő (1. házasságból) (* 1809. július 12., †1847. december 24.); férje: (Bécs, 1827. szeptember 1.) Buzin Keglevich Károly gróf (* Pozsony, 1806. február 2., †Bécs, 1882. június 8.)
        - E7 Paola hercegnő (1. házasságból) (* 1810. július 25., †Szentmihály, 1866. november 30.); férje: (1832. május 6.) vázsonykői és zicsi Zichy Ödön gróf (* Pest, 1811. július 19., †Bécs, 1894. január 27.)
        - E8 Vittoria hercegnő (1. házasságból) (* 1811. szeptember 11., †1889. április 15.; férje: (1836. szeptember 26. Redern Heinrich gróf (* 1804. szeptember 26., †1888. október 23.)
        - E9 Viktor herceg (2. házasságból) (* 1833. július 27., †Reichenau, 1880. július 20.); neje: (Graz, 1864. január 21.) d'Orsay Grimaud Johanna (* Graz, 1846. március 14., †Bécs, 1936. december 31.)

      - D2 ismeretlen (†1780)
      - D3 Maddalena hercegnő (* Róma, 1782. augusztus 10., †Róma, 1846. március 18.); férje: (Róma, 1796. november 24. Luigi Boncompagni Ludovisi, Piombino hercege (* Róma, 1767. április 22., †Róma, 1841. március 9.)
      - D4 Antonietta Teresa hercegnő (* Róma, 1783. október 6., †1842. október 22.); férje: (1803. május 22. Gerolamo Theodoli (†1845. július 17.)
      - D5 Carlo herceg, Ferrara érseke (1823. március 10.) (* Róma, 1785. május 5., †Modena, 1841. augusztus 17.)
      - D6 Girolamo herceg (* Róma, 1787. október 21., †Róma, 1852. június 29.)
      - D7 Pietro herceg (* Róma, 1789. február 1., †Róma, 1856. április 15.
      - D8 Cecília hercegnő (* Róma, 1791. március 9., †1856; férje: (1820) Francesco Longhi
      - D9 Flaminia hercegnő (* Róma, 1795. december 10., †1855; férje: (1811) Don Bartolomeo Capranica (* 1782 †1862)
      - D10 Vittoria hercegnő (* Róma, 1798. április 26., †1861. február 15.); férje: (1818. október 9. Francesco Connestabile della Staffa

    - C2 Flaminia hercegnő (* 1752, †1772); férje: Sigismondo Chigi, Farnese hercege (* 1736, †1793)
    - C3 Maria Ottavia hercegnő (* Róma, 1757. augusztus 27., †Firenze, 1829. március 8.; férje: (1775. február 26. Giuseppe Rospigliosi herceg (* Róma, 1755. november 11., †Firenze, 1833. január 1.)
    - C4 Antonio Maria herceg, Jesi püspöke (* 1763. március 15., †Milánó, 1812. július 23.)

  - B5. Innocenzo herceg (2. házasságból) (* 1727. március 6., †1746)
  - B6. Francesca hercegnő (2. házasságból) (* 1728. október 28., †fiatalon)
  - B7. ismeretlen lány (2. házasságból) (* 1730. május 3.)
- A10 Paola (2. házasságból) (* Milánó, 1684. március 12. †fiatalon)
- A11 Luigi Francesco (2. házasságból) (* Milánó, 1685. február 14. †Spanyolország, 1714)
- A12 ismeretlen lány (2. házasságból) (†Milánó, 1686. március 17.)
- A13 Gerolamo, római szenátor (1723) (2. házasságból) (* Milánó, 1687. február 13., †Milánó, 1771. december 25.)
- A14 Mária Terézia (2. házasságból) (* Milánó, 1689. január 21., †fiatalon)
- A15 Donna Giuseppa (2. házasságból) (* Milánó, 1690. március 18., †fiatalon)
- A16 Innocenzo (2. házasságból) (* Milánó, 1691. december 18., †Milánó, 1769. március 12.
- A17 Livio (2. házasságból) (* Milánó, 1693. március 30., †Milánó, 1693. augusztus 26.
- A18 Giuseppe (2. házasságból) (* Milánó, 1694. május 15., †fiatalon)

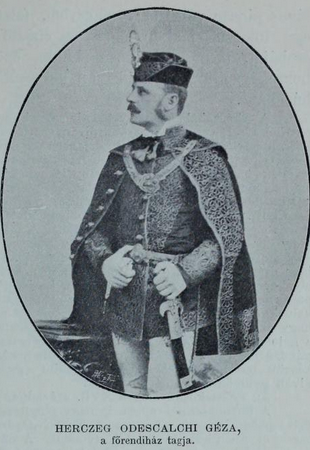
Odescalchi Géza

- A19 Anna Maria (2. házasságból) (* Milánó, 1695. január 15., †Milánó, 1695. január 17.)

## Híres Odescalchiak
- XI. Ince pápa
- Odescalchi Miklós
- Odescalchi Artúr
- Odescalchi Eugenie
- Odescalchi Géza

## Kastélyaik

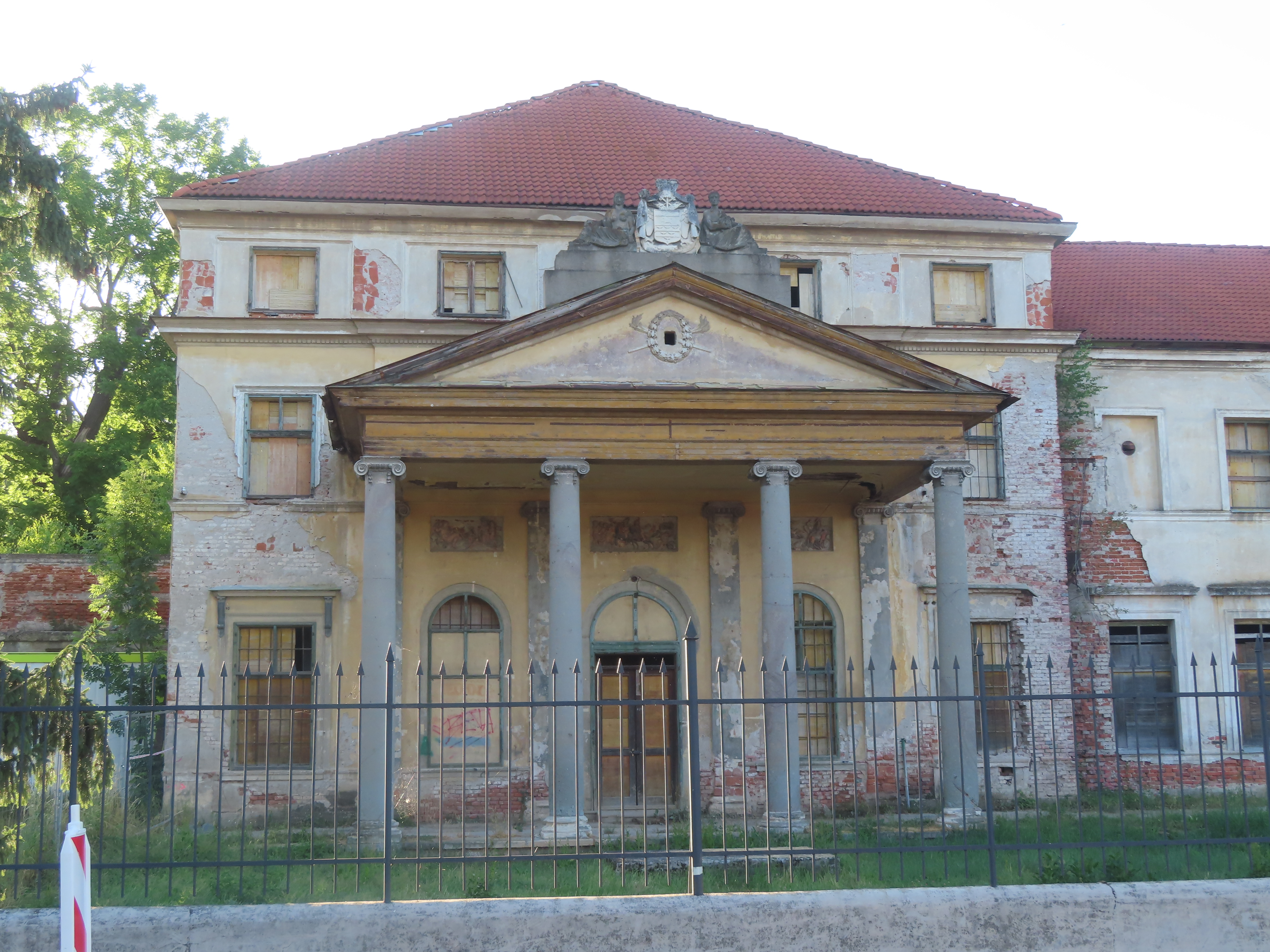
Szolcsány
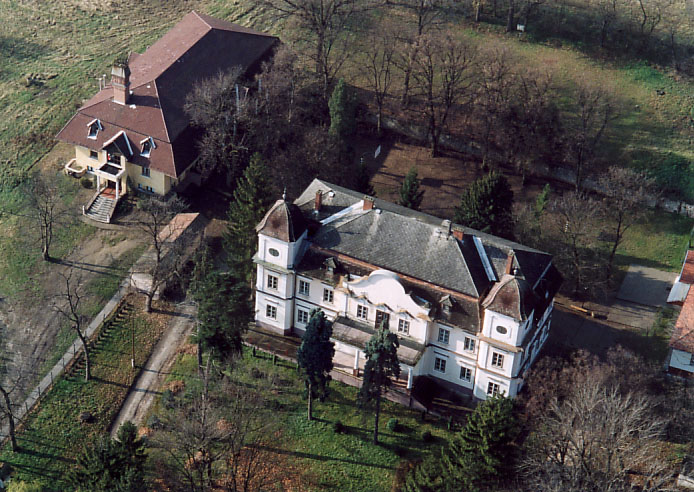
Odescalchi-kastély

- Szolcsányban 1818-ban épült kastély klasszicista stílusban, a 20. század elején átépítették.
- A család kastélya Vattán, található. A 18. század első felében épült, de 1760 körül átépítették, és a barokk épületet a 19. század végén is átalakították. Évtizedek óta általános iskola működik benne.[1]